# Pepi la fea 2
Pepi la fea 2 es el segundo libro escrito por la chilena Josefa Wallace (Santiago, 7 de agosto de 1990) publicado en 2016 por Plaza y Janés. 

## Reseña
Después del superventas Pepi la fea en 2015, este segundo libro de la serie muestra el escape de Pepi de las garras del Español que la lleva a Córdoba, Argentina a un hostal.
Allí conocerá nuevos amigos como Obiwan, Lucas, Bambana, Cuantascopas, y otros. Nacerá un nuevo amor entre ella e Ibizo, que quizá siempre estuvo escondido. Y el Español será el malo.
En marzo de 2016, el libro Pepi la fea 2, fue el más vendido del mes convirtiéndose en superventas.
Estuvo por cinco meses entre los cinco libros más vendidos en Chile.
En 2017, Pepi la fea 3 apareció en la misma editorial.